# Blagnac
Blagnac település Franciaországban, Haute-Garonne megyében. Lakosainak száma 27 314 fő (2022. január 1.). Blagnac Beauzelle, Aussonne, Colomiers, Cornebarrieu, Toulouse és Fenouillet községekkel határos.

## Népesség
A település népességének változása:
| Lakosok száma | 8417 | 14 929 | 17 209 | 21 199 | 22 969 | 23 759 | 24 517 | 25 525 | 26 101 | 27 314 |
|               | 1968 | 1982   | 1990   | 2006   | 2013   | 2015   | 2017   | 2019   | 2020   | 2022   |